# Guiu I de Levis
Guiu I de Levis (1180-1233), va ser senyor de Mirapeis. Va participar en la croada contra els albigesos com a lloctinent del seu senyor Simó IV de Montfort. Guiu de Levis era de la casa de Levis. El seu pare, Felip de Levis va ser el fundador de la dinastia.

## Biografia
El 1209, responent a la crida a la croada llençada pel papa, es va posar sota les ordres de Simó de Montfort i va jugar una part activa en la croada albigesa. Participà en el setge de Besiers. Poc després Simó de Montfort li va atorgar la senyoria de Mirapeis, que es trobava entre els territoris conquerits pels croats dins del Llenguadoc. Gui de Levis va adoptar el sobrenom de maréchal de la foi (mariscal de la fe) o també maréchal de la croisade (mariscal de la croada).

Armes de la casa de Levis

El 1210, retrobem Guiu de Levis al setge de Tèrme i després al de Castellnou d'Arri el setembre de 1211. Particià també al setge de Bellcaire el 1216 i al de Tolosa, iniciat el setembre del 1217 i on Simó de Montfort hi trobà la mort.
El Tractat de Meaux-París de 1229 confirmà l'adjudicació del conjunt de possessions donades per Simó de Montfort 20 anys abans. L'article 15 preveu que la Terra del Mariscal sigui deixada a Gui de Levis. D'aquesta manera, va retrobar-se amb les possessions de la terre de Mirapeis i del País d'Olmes, vassalles del comte de Foix. Recolzant-se sobre aquesta acta, la casa de Levis s'establirà a la regió durant set segles.
El 1233 Guiu I de Levis mor. Va ser enterrat a l'abadia de Notre-Dame de la Roche de Lévis-Saint-Nom, que ell havia fundat.

## Núpcies i descendència
Casat amb Guiburge, tingué entre altres fills:
- Joana (1205-1284), casada amb Felip II de Montfort († 1270), senyor de Castres.
- Guiu (1210-1247), el seu hereu.